# Сен-Пейши
Сен-Пейши (порт. Sem-Peixe) — муниципалитет в Бразилии, входит в штат Минас-Жерайс. Составная часть мезорегиона Зона-да-Мата. Входит в экономико-статистический микрорегион Понти-Нова. Население составляет 2594 человека на 2006 год. Занимает площадь 176,439 км². Плотность населения — 14,7 чел./км².

## Статистика
- Валовой внутренний продукт на 2003 год составляет 8 244 866,00 реалов (данные: Бразильский институт географии и статистики).
- Валовой внутренний продукт на душу населения на 2003 год составляет 2884,84 реалов (данные: Бразильский институт географии и статистики).
- Индекс развития человеческого потенциала на 2000 год составляет 0,677 (данные: Программа развития ООН).